# انحراف قطار بوخرايان
انحراف قطار بوخرايان هو حادث انحراف قطار عن مساره في 20 نوفمبر 2016، وقع الانحراف عندما كان القطار متجهًا في رحلته من مدينة باتنا شمال شرقي البلاد إلى مدينة إندور وسط الهند. أسفرت الحادثة عن مقتل أكثر من 140 شخصًا وجرح حوالي 150 على الأقل.

## خلفية
تعد شبكة السكك الحديدية الهندية رابع أكبر سكك حديدية في العالم، حيث تنقل أكثر من عشرين مليون شخص يوميًا. إلا أن سجلها سيئ فيما يتعلق بالسلامة، حيث تتسبب حوادث تصادم القطارات وانحرافها في وفاة آلاف الأشخاص سنويا. يرجع السبب الرئيسي في حوادث القطارات الهندية في سوء صيانة شبكة سكك الحديد المتفرعة.

## الحادثة
يسافر قطار أندور - ناغار راجندرا اكسبرس مرتين أسبوعيًا بين محطة أندور للسكك الحديدية ومحطة ناغار راجندرا في باتنا. وفي حوالي الساعة 03:00 بالتوقيت المحلي في يوم 20 نوفمبر، خرج القطار عن القضبان في بلدة بوخرايان الواقعة بالقرب من مدينة كانبور. خرجت أربعة عشر عربة عن مسارها في الحادثة، أدى ذلك لمقتل 120 شخصًا على الأقل، كما خلّف أكثر من 260 جريح. على الرغم من أن سبب خروج القطار عن مساره لا يزال قيد التحقيق من قبل السلطات الهندية، إلا أن المصادر والتحليلات ترجح أن يكون الحادث ناجمًا عن كسر في السكك الحديدية.

## التحقيقات
في غضون ساعات قليلة من وقوع الحادث، أمرت الحكومة المركزية الهندية بفتح ملف للتحقيق في سبب وقوع الحادث. ألمحت المصادر الأولية أن السبب الرئيسي في وقوع الانحراف ناجم عن كسر في قسم من خطوط السكك الحديدية، ما تسبب في انزلاق القطار باتجاه آخر. بينما تكهّنت مصادر أخرى أن يكون سبب الحادثة أن يكون القطار مكتظ بالركاب فوق طاقته الاستيعابية.